# 카타블레파리스속
카타블레파리스속(Katablepharis 또는 Kathablepharis)은 단세포 진핵생물 속의 하나로 5종 또는 6종을 포함하고 있다. 종속영양 생물이며, 민물과 바닷물 양쪽에서 산다.

## 어원
그리스어 단어, "카타"(κατά(kata), "아래로 향한")와 "블레파리스"(βλεφαρίς(blepharis), "속눈썹")의 합성어이다.

## 일부 종
카타블레파리스속(Katablepharis)에 속하는 일부 종은 아래와 같다.
- Katablepharis japonica[4]
- Katablepharis ovalis[3][5]
- Katablepharis phoenikoston[2]
- Katablepharis remigera (Leucocryptos remigera로부터 옮겨 왔다.[2])